# Jack Salt
Jack Matthew Cooper Salt (Londra, 11 febbraio 1996) è un ex cestista neozelandese con cittadinanza britannica.

## Carriera
Con la Nuova Zelanda ha disputato i Campionati oceaniani del 2013.

## Statistiche

### College
| Anno       | Squadra            | PG  | PT  | MP   | TC%  | 3P% | TL%  | RP  | AP  | PRP | SP  | PP  |
| ---------- | ------------------ | --- | --- | ---- | ---- | --- | ---- | --- | --- | --- | --- | --- |
| 2015-2016  | Virginia Cavaliers | 22  | 9   | 6,3  | 51,5 | -   | 33,3 | 1,1 | 0,0 | 0,0 | 0,2 | 1,6 |
| 2016-2017  | Virginia Cavaliers | 34  | 34  | 18,4 | 55,9 | -   | 48,9 | 4,1 | 0,4 | 0,3 | 0,6 | 3,7 |
| 2017-2018  | Virginia Cavaliers | 34  | 34  | 19,8 | 64,2 | -   | 38,2 | 4,1 | 0,3 | 0,3 | 0,6 | 3,4 |
| 2018-2019† | Virginia Cavaliers | 37  | 29  | 16,6 | 60,2 | -   | 51,1 | 3,7 | 0,4 | 0,3 | 0,3 | 3,7 |
| Carriera   | Carriera           | 127 | 106 | 16,2 | 59,0 | -   | 46,2 | 3,5 | 0,3 | 0,3 | 0,5 | 3,3 |

## Palmarès
- Campionato NCAA: 1

University of Virginia: 2019